# 狸憑き
狸憑き（たぬきつき、狸憑）とは、狸の霊が人に憑依すること。古来日本のシャーマニズムにおいて、存在するとされてきた心霊現象の一種である。
四国や佐渡島のほか、青森県や岩手県や岡山県に多く伝わるが、全国各地で伝承がある。ムジナ、豆狸、トマッコ等とも呼ばれる。

## 概要
狸に憑かれた際の症状は様々であるが、よくいわれるのは、大食になるというものである。なかでも赤飯（もしくは小豆飯）を好む傾向がある。食べ物の栄養分が狸に奪われるのか、腹が膨れるのとは逆に本人は衰弱し、やがて命を落とすという。ほかにも、原因不明の病気や、憂鬱状態や饒舌状態になったり、わけもなく暴力をふるったり性行動に走ったり、腐敗した物を食べる、奇怪なことを喋る、四足で這うといった異常行動をとるようになるともいう。
狸憑きの原因の多くは、狸が人にいたずらをされたり巣を荒らされたりしたことから向けられる怨みにあるという。これは、陰陽師や修験者の祈祷のお蔭で狸を退治されて憑き物から逃れおうせた者が、己を取り戻した後になってそのように語り聞かせるために分かることであるという。ほかにも、祭祀もしくは手土産の魚や酒や赤飯に憑依しその伝手で人に憑く、ボーッとしている者や綺麗な着物を買った女に憑くといった伝承もある。
憑き物に特有の憑きもの筋（憑き物の憑いている家系）と呼ばれるものは狸憑きには少ないが、香川県高松市に伝わるオヨツさん、岡山県美作地方に伝わるナベソコ・トマコ狸といった、家系に憑く狸の霊もある。また、稀ではあるが、香川県では老いた狸に食べ物を与えて飼い慣らした人が、憎い相手に憑くよう差し向けて害を成すこともあるという。四国には狸の祠が多いが、これは狸が神に昇格すると人に憑くことができなくなると考えられていることから、あえて神として祀っているものとされる。
除霊（狸落とし）も行者や山伏（法印様と呼ばれていた）に加持祈祷を依頼することは共通しているが、その方法は各地により異なる。山伏の読経で狸霊に憑依を禁ずる契りを交わし、元いた住処へ小豆飯を供える・山伏が護摩を焚き霊媒に憑依させ、狸の要求を呑む・青杉葉で燻す・唐辛子を燻す・空砲を撃つ・太鼓を叩く・昭和後期には医師による電気ショックも見受けられる。（狐と違い）狸は馬鹿でなかなか離れず苦しむといったものもある。

## 怪奇譚

### 狸の死人憑
江戸時代後期の幕臣（小十人頭、のちには、持弓之頭）であった宮崎成身は、幕府の編纂事業に従事している。文政13年（1830年）頃から30年以上に亘って成身が編纂した雑録『視聴草（みききぐさ）』（全178冊）は、政治・事件・災害など様々な出来事について記録されているが、怪談奇譚の類いも数多く収められており、その中の一つに、狸による死人憑の話、すなわち「死人（しびと）に狸が憑いた」という話がある。それは次のようなことである。
文政11年3月（西暦換算〈以下同様〉：1828年の4月か5月）、やちという老婆が江戸の屋敷に仕えていたが、あるとき突然気絶した。数時間後に回復した後、四肢の自由は失われていたが、食欲が10倍ほどに増し、陽気に歌うようになった。不安がった屋敷の主が医者に見せると、やちの体には脈がなく、医者は奇病というしかなかった。やがて、やちの体は痩せ細り、体に穴が空き、その中から毛の生えた何かが見えるようになった。秋が過ぎた頃、冬物を着せようと着物を脱がせると、着物には獣らしき体毛がおびただしく付着していた。枕元には狸の姿が現れるようになり、ある夜からは枕元に柿の実や餅が山積みに置かれるようになった。やちが言うには、来客が持参した贈り物とのことであった。読み書きもできないはずのやちが、不自由のはずの手で和歌を紙にしたためることもあった。やちの食欲は次第に増し、毎食ごとに7膳から9膳もの飯、毎食後に団子数本ときんつば数十個を平らげた。やがて、同年11月2日（1828年12月8日）、やちの部屋に阿弥陀三尊の姿が現れ、やちを連れてゆく姿が見えた。やちの体からは老いた狸が抜け出して去ってゆき、残されたやちの体は亡骸と化していた。やちの世話をしていた小女の夢に狸が現れ、世話になった礼を言い、小女が目覚めると礼の品として金の盃が置かれていたという。　

### 浅草のおたぬきさま

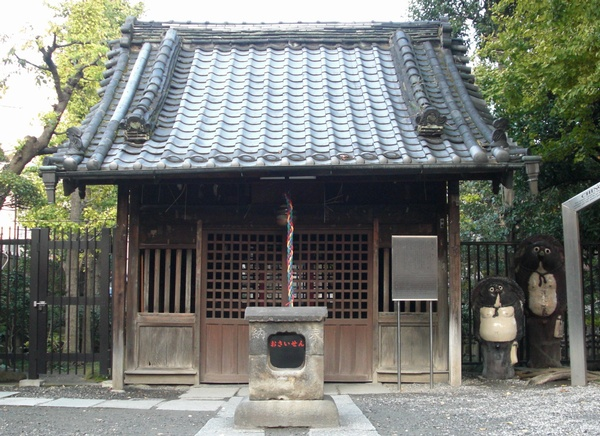
浅草寺の鎮護堂／この堂の本尊は堂内に無く、奥にある伝法院の庭の中に安置されている。その代わりというわけではなかろうが、堂の傍らには2躯の信楽焼の狸の置物が置かれている。

明治時代初頭、浅草寺領（現・東京都台東区に所在）の開拓によって住処を奪われた多くの狸たちが、人間たちに様々な乱行を働き、さらには寺の用人の家の娘に憑き「私は浅草のおたぬきさんだよ」と口走るようになった。家では狸を追い出そうと様々な手段を試みたが、効果は無かった。寺の大僧正・唯我韶舜らが狸から「自分たちを祀れば寺の守護になる」とのお告げを受けたことをきっかけに、この狸たちは狸神として祀られることとなり、鎮護堂として後世に伝えられている。

### 狸憑と人殺し
1958年（昭和33年）、狸憑の俗信を原因とする傷害致死事件、 加持祈祷事件が発生した。
妖怪変化の怪奇譚など遠い昔の迷信と思われた1979年（昭和54年）には、熊本県芦北郡芦北町で、20歳代の男性が殺害された。被害者は同年3月から高熱を出したり意味不明の言葉を口走ったりするようになったために職場を退職し、自宅療養を開始。母親が祈祷師に診てもらったところ「狸が憑いている」とのことだった。同年5月、奇行を繰り返す男性に対して両親、姉、弟の4人は「狸を追い出すには叩き出すしかない」と話し合い、弟が男性を取り押さえ、父と姉が3時間にわたって男性を殴り続けた挙句、男性は死亡した。この一家4人は同月に傷害致死の疑いで緊急逮捕されている。ノンフィクションライター礫川全次は、話に出てくる祈祷師が憑き物の診断を下しながらその憑き物を落とす処置を行った形跡がないことを指摘し、憑き物の知識に乏しい祈祷師が無責任な診断を下し、それを信じた家族が、どこかで聞きかじった憑き物落としをしてしまったというのが本事件の真相ではないかと述べている。